# Liste geflügelter Worte/O

## O alte Burschenherrlichkeit!

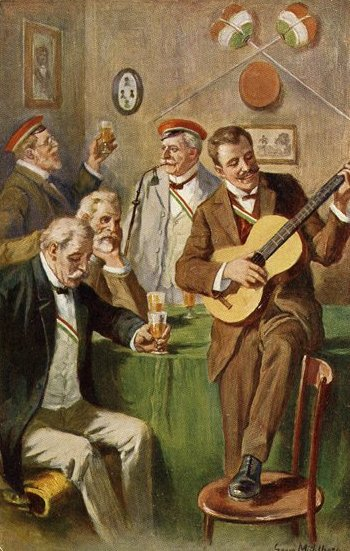
Postkarte „O alte Burschenherrlichkeit!“

O alte Burschenherrlichkeit! war der Anfang eines 1825 anonym erschienenen Studentenliedes „Rückblicke eines alten Burschen“, in dem geklagt wird, dass das ungebundene Studentenleben vorbei ist:
„O alte Burschenherrlichkeit,
Wohin bist du entschwunden,
Nie kehrst du wieder goldne Zeit,
So froh und ungebunden!
Vergebens spähe ich umher,
Ich finde deine Spur nicht mehr.
O jerum, jerum, jerum
o quae mutatio rerum.“
Der Titel ist aufgrund der Popularität des Liedes zu einem geflügelten Wort geworden, mit dem die Studentenjahre in der studentischen Kultur umschrieben werden.

## O Deutschland, bleiche Mutter!

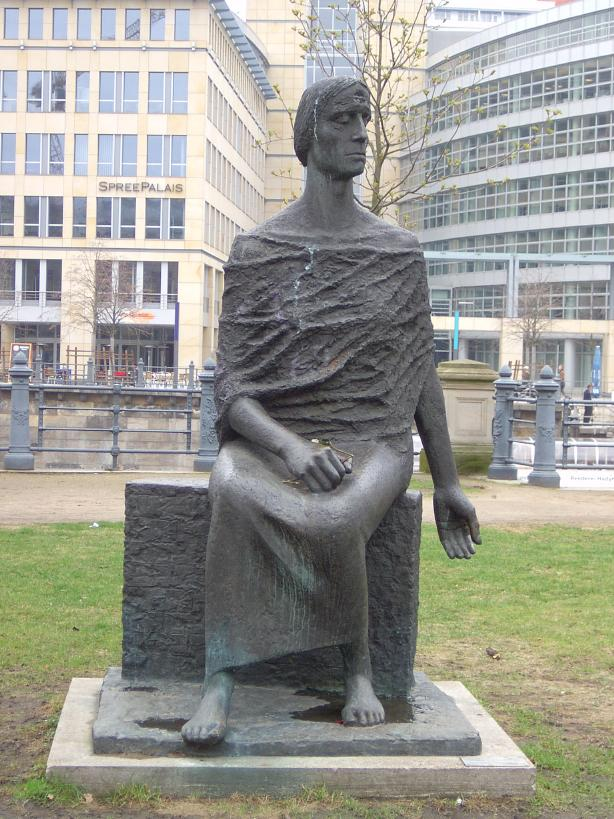
Fritz Cremers Denkmal für das KZ Mauthausen „O Deutschland, bleiche Mutter“

Diese Zeile stammt aus dem 1933 geschriebenen Gedicht Deutschland von Bertolt Brecht, der 1933 aus dem nationalsozialistischen Deutschland auswanderte und seine Heimat mit diesen Worten beschrieb:
O Deutschland, bleiche Mutter!

Wie haben deine Söhne dich zugerichtet

Daß du unter den Völkern sitzest

Ein Gespött oder eine Furcht!
In Berlin befindet sich ein Zweitguss der Skulptur O Deutschland, bleiche Mutter, die Fritz Cremer 1964/65 für die Gedenkstätte Mauthausen anfertigte und die von Brechts Gedicht Deutschland inspiriert ist. Dargestellt ist eine überdimensionale, auf einem Mauerstück sitzende Frau in Schmerz, Scham und Empörung. Sie ist in ein Tuch gewickelt, das an Stacheldraht oder an einschnürende Stricke denken lässt. Auf dem Gelände des KZ Mauthausen wird obiger Text auf einem Denkmal zitiert. 
In Anlehnung an das Zitat entstand 1979 der deutsche Spielfilm Deutschland, bleiche Mutter der Regisseurin Helma Sanders-Brahms, der von dem Schicksal einer jungen Frau handelt, die sich im Krieg alleine mit einem kleinen Kind durchschlagen muss, da ihr Mann an die Front gerufen wird.

## O diese Männer!
O diese Männer! ist der Titel eines Lustspiels des Autors Julius Rosen, der damit möglicherweise Desdemonas Ausruf „O, these men, these men!“ aus William Shakespeares Drama Othello (IV,3) aufgreift. Rosens Theaterstücke sind heute weitgehend unbekannt.
Dieser Ausruf begleitet meist ein resignierendes weibliches Kopfschütteln.

## O, du Ausgeburt der Hölle!

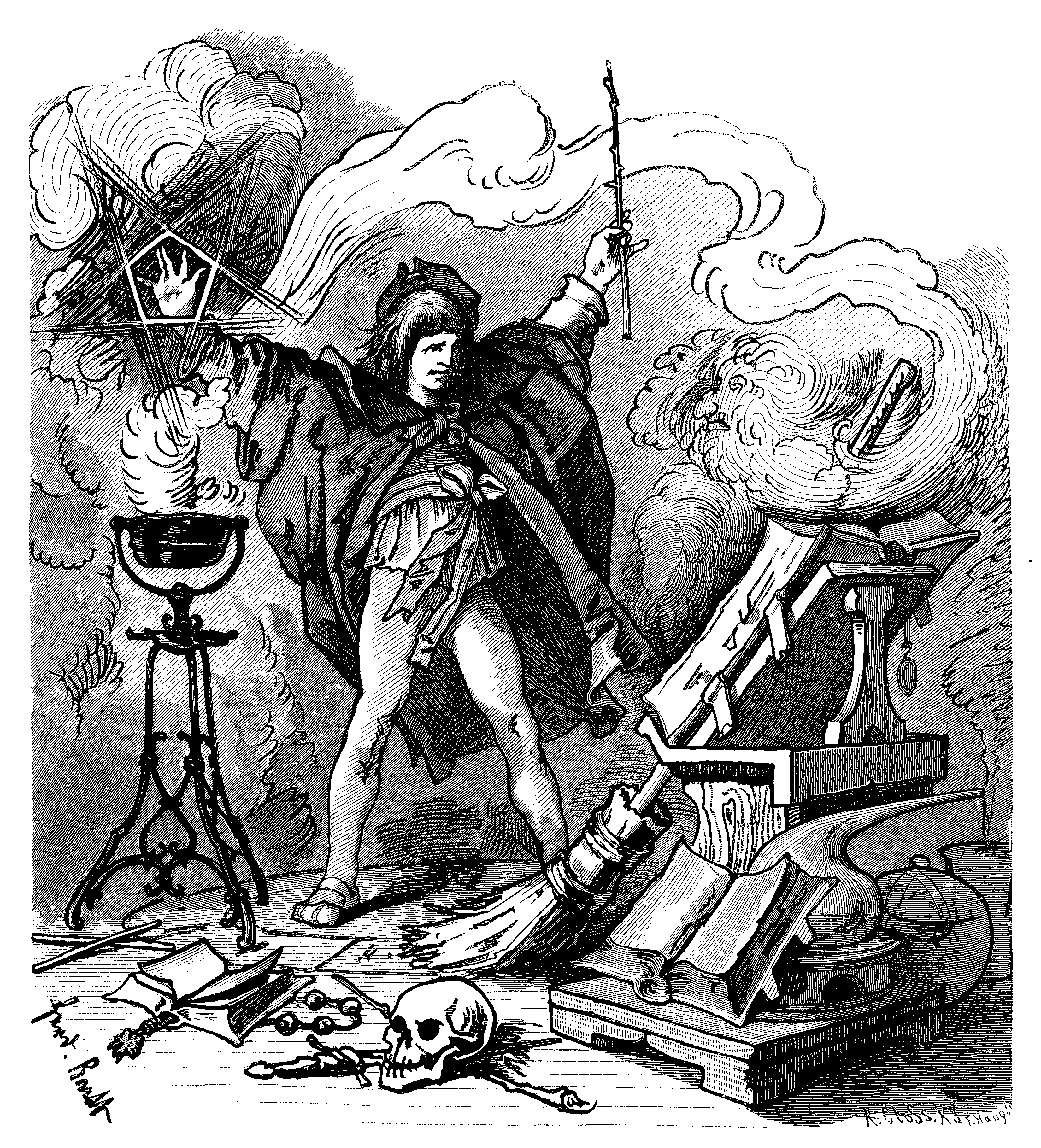
S. Barth: Der Zauberlehrling

Dieser Ausruf stammt aus Goethes Ballade Der Zauberlehrling. Mit diesem Ausruf beschimpft der Zauberlehrling den Wasserträger, den er aus einem Besen geschaffen hat und nicht zum Stillstand bringen kann:
„O, du Ausgeburt der Hölle!
Soll das ganze Haus ersaufen?
Seh’ ich über jede Schwelle
Doch schon Wasserströme laufen.
Ein verruchter Besen,
Der nicht hören will!
Stock, der du gewesen,
Steh doch wieder still!“
Das Wort Ausgeburt ist eigentlich eine Krankheitsbezeichnung und bezieht sich stark abwertend auf ein Kind mit Missbildungen.
Der Kraftausdruck wird heute zum Beispiel als Filmtitel zitiert:
- „Ausgeburt der Hölle“ (Horrorfilm)
- „Hydra – Die Ausgeburt der Hölle“ (Horrorfilm)
- „Ist der Weihnachtsmann eine Ausgeburt der Hölle?“

## O du lieber Augustin!

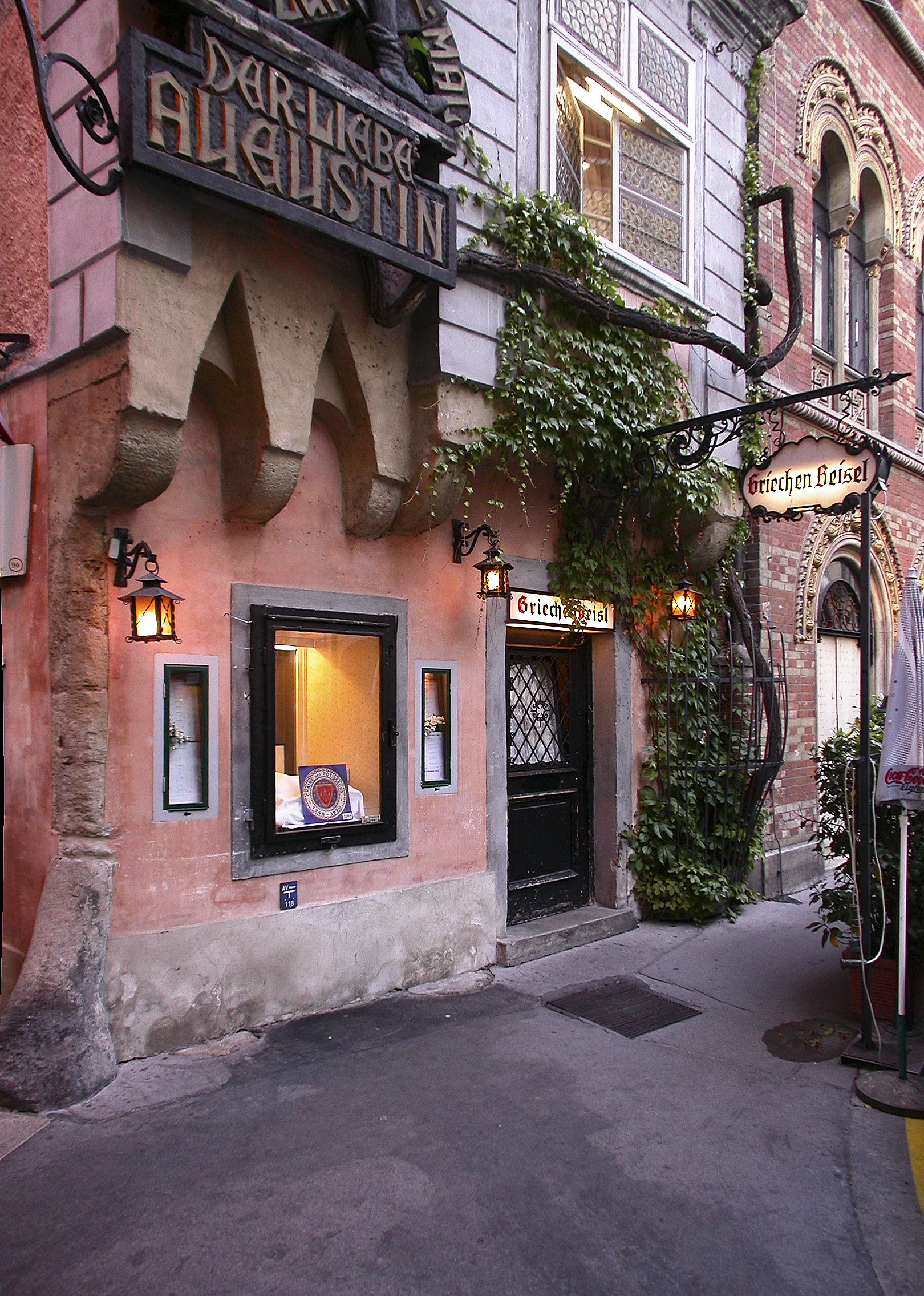
Der liebe Augustin
in Wien

„O du lieber Augustin!“ sind die Anfangsworte eines Liedes, das der Wiener Bänkelsänger, Sackpfeifer und Stegreifdichter Marx Augustin 1679 gesungen haben soll, als er nach einem Rausch in einer Pestgrube aufwachte. In einer Erzählung des Predigers Abraham a Sancta Clara wird von einem Dudelsackpfeifer berichtet, der durch sein Spiel entdeckt und wieder aus der Grube heraufgezogen wird:
„O du lieber Augustin, alles ist hin!
Geld ist hin, Gut ist hin, alles hin, Augustin!
O du lieber Augustin, alles ist hin!“
Der Legende nach war der 36-jährige Augustin 1679 während der Pestepidemie wieder einmal betrunken und schlief in der Gosse seinen Rausch aus. „Siech-Knechte“, die die Opfer der Epidemie einsammeln mussten, fanden ihn, hielten ihn für tot und brachten ihn zusammen mit den Pest-Leichen vor die Stadtmauer. Dort warfen sie ihre ganze Ladung in ein offenes Massengrab.
Das Volkslied „Oh, du lieber Augustin“ ist erst um 1800 in Wien nachgewiesen. Auf dem Strohplatzl in Wien wurde 1908 zu Augustins Ehren ein Denkmal eingeweiht. Die Statue Augustins an der Ecke Neustiftgasse-Kellermanngasse wurde während der Zeit des Nationalsozialismus gestohlen. Kurz darauf wurde an ihre Stelle ein Schild mit der Aufschrift angebracht:
„Der Schwarzen Pest bin ich entronnen,
die braune hat mich mitgenommen.“
Heute wird oft resignierend die Fortsetzung „Alles ist hin“ zitiert.

## O Ewigkeit, du Donnerwort!
„O Ewigkeit, du Donnerwort“ ist der erste Vers aus dem Lied Ernstliche Betrachtung der unendlichen Ewigkeit des Pfarrers und Dichters Johann Rist, das mit folgenden Zeilen beginnt:
„O Ewigkeit, du Donnerwort,
O Schwert, das durch die Seele bohrt,
O Anfang sonder Ende!
O Ewigkeit, Zeit ohne Zeit,
Ich weiß für großer Traurigkeit
Nicht, wo ich mich hinwende!
Mein ganz erschrocknes Herz erbebt,
Daß mir die Zung am Gaumen klebt.“
Das Lied ist vor allem durch die Vertonung als Choral durch Johann Sebastian Bach bekannt geworden.

## O heilige Einfalt!

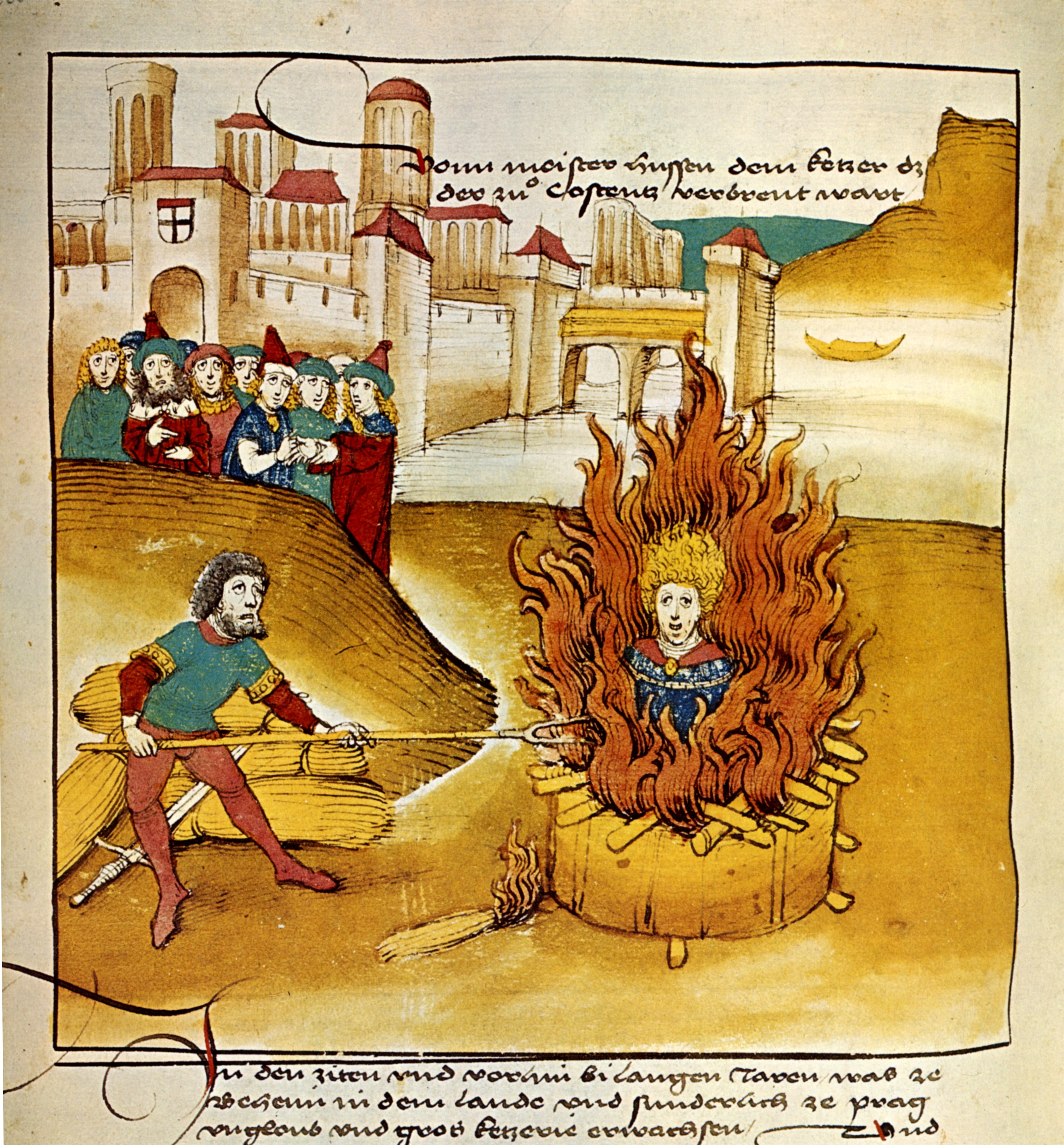
Jan Hus auf dem Scheiterhaufen

„O heilige Einfalt!“ (lat.: „O sancta simplicitas!“) soll der zum Tod auf dem Scheiterhaufen verurteilte Reformator Jan Hus 1415 ausgerufen haben, als er sah, wie eine übereifrige Frau Holz für seinen Scheiterhaufen brachte. Allerdings sind diese Worte bereits in spätlateinischen Quellen überliefert.
Später wurden diese Worte zu einem ironischen Ausspruch des Erstaunens über die Dummheit der Menschen. In diesem Sinne wird es auch von Mephistopheles in Goethes Faust zitiert.
Der Ausdruck stammt ursprünglich vom Kirchenlehrer Hieronymus, der damit die schlichte Sprache der Jünger im Neuen Testament bezeichnete.

## O jemine
Der klagende Ausruf O jemine steht für Überraschung oder Entsetzen oder auch Mitleid. Der Ausdruck kommt verkürzt von O Jesu Domine als lateinische Anrede für „O Herr Jesus“.
Auch die Refrainwendung „O jerum, jerum, jerum“ aus dem Studentenlied O alte Burschenherrlichkeit leitet sich vom lateinischen O Jesu Domine ab, als Ausruf des Erschreckens und der Klage.

## O lieb, solang du lieben kannst!
Diese Zeile bildet die Anfangs-, Mittel- und Schlussstrophe des Gedichts Der Liebe Dauer des deutschen Dichters Ferdinand Freiligrath:
„O lieb’, solang du lieben kannst!
O lieb’, solang du lieben magst!
Die Stunde kommt, die Stunde kommt,
Wo du an Gräbern stehst und klagst!“
Freiligrath hat hier eine besondere Art des Memento mori verfasst, das nicht auf die eigene Sterblichkeit verweist, sondern auf die Sterblichkeit geliebter Mitmenschen. Wer den Nächsten vielleicht durch ein unbedachtes Wort kränkt, kann nach dessen Tod diese Kränkung nie wieder gutmachen.

## O mein Papa!
O mein Papa ist ein Lied aus der musikalischen Komödie Der schwarze Hecht von Paul Burkhard, dessen bekannter Refrain so beginnt:
„O mein Papa
War eine wunderbare Clown.
O mein Papa
War eine große Kinstler.“
Das Lied handelt von einer jungen Frau, die über ihren Vater singt, einen ehemals berühmten Circus-Clown.
Dieser Schlager über die Faszination der Zirkuswelt steht im Zentrum der musikalischen Komödie, die mit Lili Palmer und Romy Schneider unter dem Titel Feuerwerk verfilmt wurde. Der Schweizer Sängerin Lys Assia gelang 1950 mit diesem Lied ein Welterfolg.

## O, rühret, rühret nicht daran!
Dieser Ausruf stammt aus einem Gedicht von Emanuel Geibel mit dem Titel Rühret nicht daran! Darin warnt er davor, Liebe zu unterdrücken oder zu zerstören:
„Wo still ein Herz voll Liebe glüht,
O rühret, rühret nicht daran!
Den Gottesfunken löscht nicht aus!
Fürwahr, es ist nicht wohlgethan.“

## O selig, so selig, ein Kind noch zu sein!

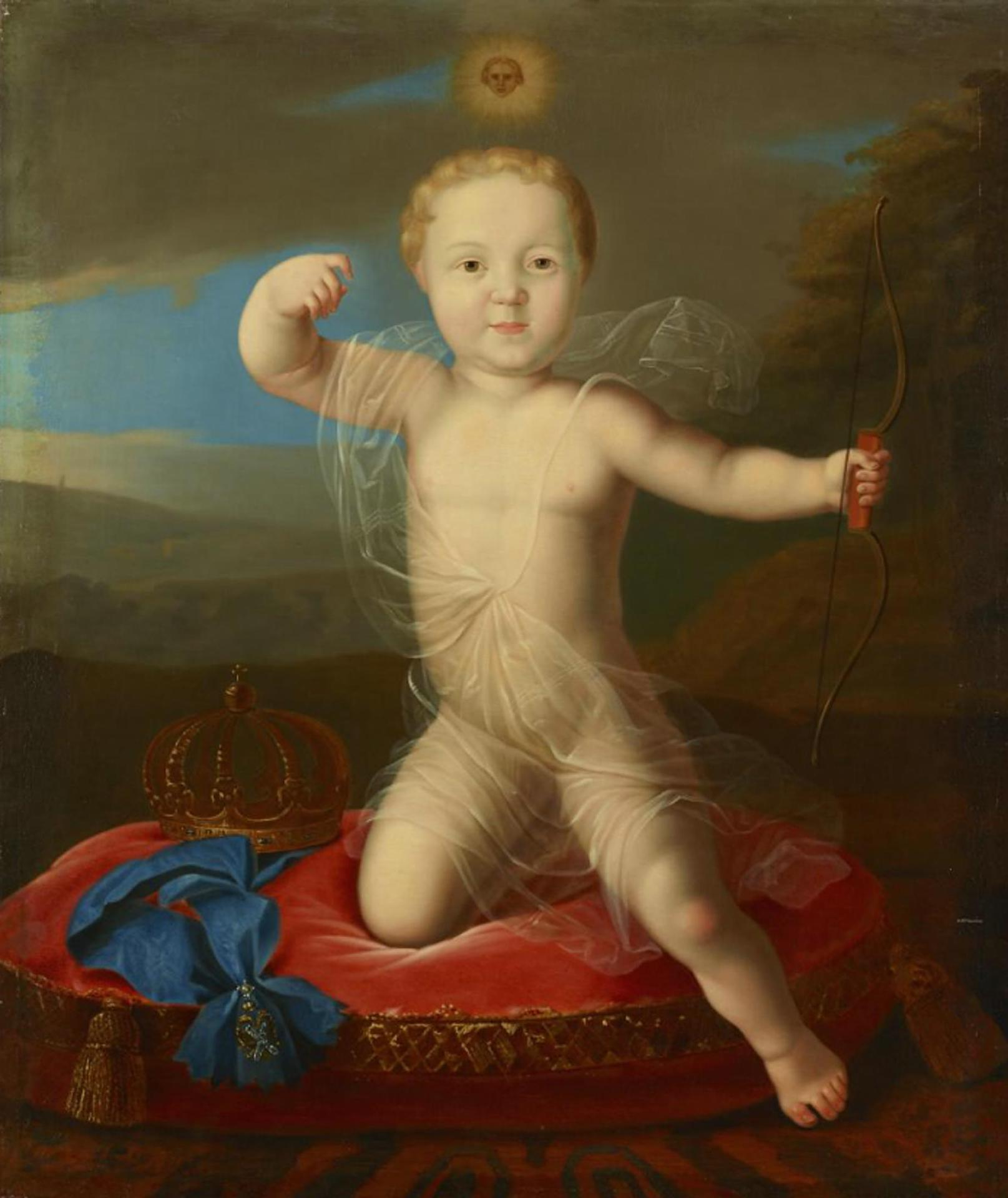
Peter der Große als Kind

Dieses Zitat stammt aus Albert Lortzings Oper Zar und Zimmermann. Dort singt Zar Peter der Große:
„Sonst spielt ich mit Zepter, mit Krone und Stern,
Das Schwert schon als Kind, ach ich schwang es so gern.
Gespielen und Diener bedrohte mein Blick,
Froh kehrt ich zum Schoße des Vaters zurück,
Und liebkosend sprach er: Lieb Knabe bist mein. –
|: O selig, o selig, ein Kind noch zu sein.:|“
Der historischen Nachforschung über die Kindheit des Zaren hält diese Idylle allerdings nicht stand. Sein Vater hatte zahlreiche Nachkommen, Peter war sein vierzehntes Kind. Peters Mutter war die zweite Frau. Nach dem Tod seines Vaters 1676 und seines älteren Bruders vier Jahre später fand sich der junge Peter ungewollt mitten in einem Kampf um den Thron wieder.

## ’O sole mio!
’O sole mio (neapolitanisch für „Meine Sonne“) wurde 1898 vom neapolitanischen Musiker und Komponisten Eduardo Di Capua komponiert. Di Capua soll während einer Gastspielreise in Odessa einen persischen Teppichhändler singen gehört haben. Während er dessen Gesang lauschte, soll sich der verdeckte Himmel geöffnet haben und die Sonne strahlte durch die Wolkendecke. Die erste Strophe lautet in der deutschen Übersetzung:
„Wie schön ist ein sonniger Tag,
Die klare Luft nach einem Sturm!
Durch die frische Brise scheint alles ein Fest zu sein
Wie schön ist ein sonniger Tag.“

## O Täler weit, o Höhen!
Das 10. Kapitel von Joseph von Eichendorffs Roman Ahnung und Gegenwart schließt mit dem vierstrophigen Lied des Dichters Graf Friedrich:
„Friedrich machte noch eilig einen Streifzug durch den Garten und sah noch einmal von dem Berge in die herrlichen Täler hinaus Wie im Fluge schrieb er dort folgende Verse in seine Schreibtafel: …“
Es folgt das von Mendelssohn vertonte Lied, das mit folgenden Zeilen beginnt:
„O Täler weit, o Höhen,
O schöner, grüner Wald,
Du meiner Lust und Wehen
Andächt’ger Aufenthalt!“
Später erschien es auch unter dem Titel Abschied.

## O tempora, o mores!

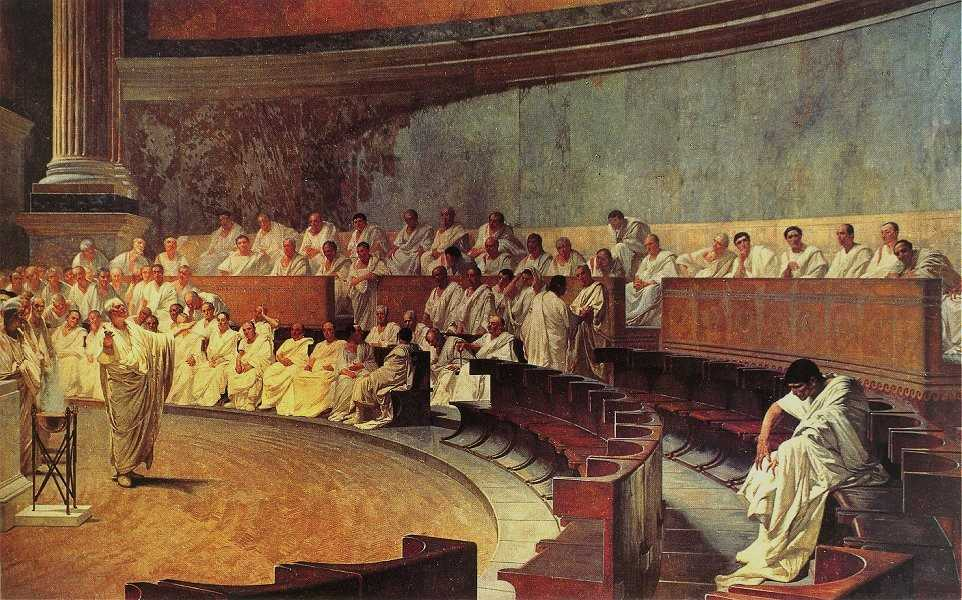
Cesare Maccari: Marcus Tullius Cicero klagt Catilina an

Dieser lateinische Ausruf der Verzweiflung über die Verhältnisse im alten Rom („O diese Zeiten, o diese Sitten!“) findet sich an mehreren Stellen in den Werken des Staatsmanns und Philosophen Marcus Tullius Cicero. Es findet sich in dessen erster Rede gegen Catilina, die mit der berühmt gewordenen Frage Quo usque tandem abutere, Catilina, patientia nostra? beginnt. Im zweiten Abschnitt dieser Rede sagt Cicero:
„O tempora, o mores! Senatus haec intellegit. Consul videt; hic tamen vivit. Vivit? immo vero etiam in senatum venit, fit publici consilii particeps, notat et designat oculis ad caedem unum quemque nostrum.“
Cicero hielt seine Rede im Römischen Senat 63 v. Chr., um die zweite Catilinarische Verschwörung, einem Umsturzversuch Catilinas und seiner Anhänger gegen die Römische Republik, aufzudecken und zu bestrafen.
Ciceros Worte werden auch heute noch gebraucht, wenn Unverständnis über Änderungen in der Gesellschaft ausgedrückt werden sollen: In einem Beitrag zum Thema Begräbnis-Charts im Radio schreibt Peter Glaser im Magazin Focus:
„‚O Zeiten, o Sitten‘ heißt es im Original bei Marcus Tullius Cicero. Und wahrlich, die Zeiten ändern sich und mit ihnen die Sitten. Das tun sie allerdings seit langer Zeit. Viele der Veränderungen gehen fast unmerklich vonstatten, manche bleiben abstrakt.“

## O, wär ich nie geboren!
Diese Selbstverwünschung, ein alter literarischer Topos, steht in der 9. Strophe der Ballade Lenore (1773) von Gottfried August Bürger: Die Titelfigur Lenore beklagt so ihren Geliebten Wilhelm, von dem sie annimmt, dass er in der Schlacht am Weißen Berg (1620) gefallen sei, und der sie im Verlauf der Ballade als Gespenst entführen wird. 
„O Mutter! Mutter! hin ist hin!
Verloren ist verloren!
Der Tod, der Tod ist mein Gewinn!
O wär ich nie geboren!“
Goethe zitiert den Satz in der Kerkerszene seiner Tragödie Faust I, wo er von der Titelfigur Faust gesprochen wird, als sich die wegen Faust zur Kindesmörderin gewordene Margarete nicht aus dem Kerker befreien lassen will:
Margarete
„Die Glocke ruft, das Stäbchen bricht.
Wie sie mich binden und packen!
Zum Blutstuhl bin ich schon entrückt.
Schon zuckt nach jedem Nacken
Die Schärfe die nach meinem zückt.
Stumm liegt die Welt wie das Grab!“
Faust
„O wär’ ich nie geboren!“

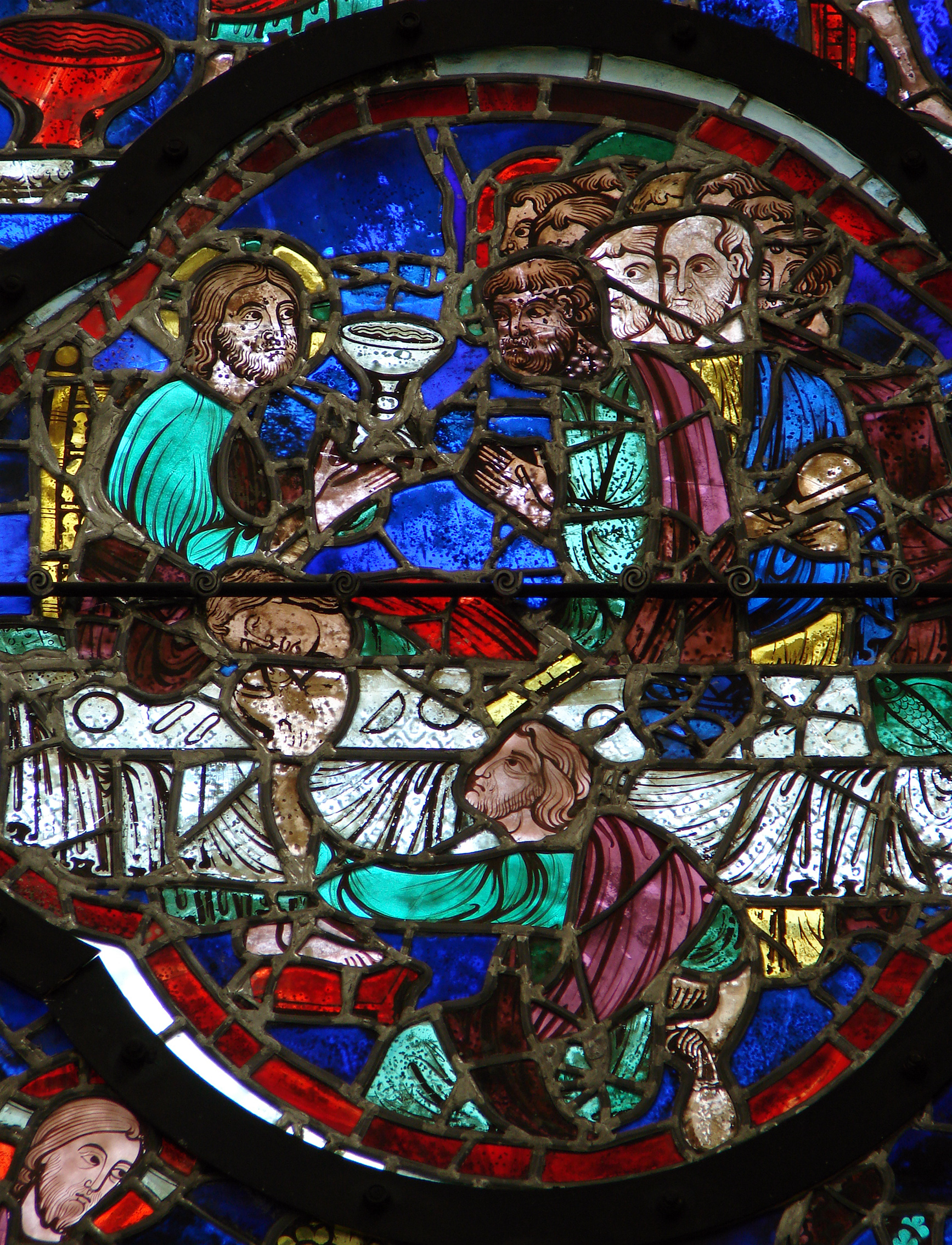
Jesus und Judas beim letzten Abendmahl

Max Kalbeck verwendet dieselbe Formulierung – unabhängig vom Original – in seiner deutschen Übersetzung von Christoph Willibald Glucks Oper Orpheus und Eurydike. Dort verflucht sich Orpheus in seiner Arie Ach, ich habe sie verloren wegen seiner Schuld an Eurydikes Tod und singt:
„Wär, o wär ich nie geboren,
Weh, dass ich auf Erden bin!“
Das Zitat geht womöglich auf eine Stelle im Evangelium nach Matthäus zurück, wo Jesus beim letzten Abendmahl über seinen Verräter Judas spricht:
„20 Und am Abend setzte er sich zu Tische mit den Zwölfen. 21 Und da sie aßen, sprach er: Wahrlich ich sage euch: Einer unter euch wird mich verraten. 22 Und sie wurden sehr betrübt und hoben an, ein jeglicher unter ihnen, und sagten zu ihm: HERR, bin ich’s? 23 Er antwortete und sprach: Der mit der Hand mit mir in die Schüssel tauchte, der wird mich verraten. 24 Des Menschen Sohn geht zwar dahin, wie von ihm geschrieben steht; doch weh dem Menschen, durch welchen des Menschen Sohn verraten wird! Es wäre ihm besser, daß er nie geboren wäre.“
O wär’ ich nie geboren ist ein Buch zum Topos der Existenzverwünschung in der europäischen Literatur.

## O wie so trügerisch sind Weiberherzen!

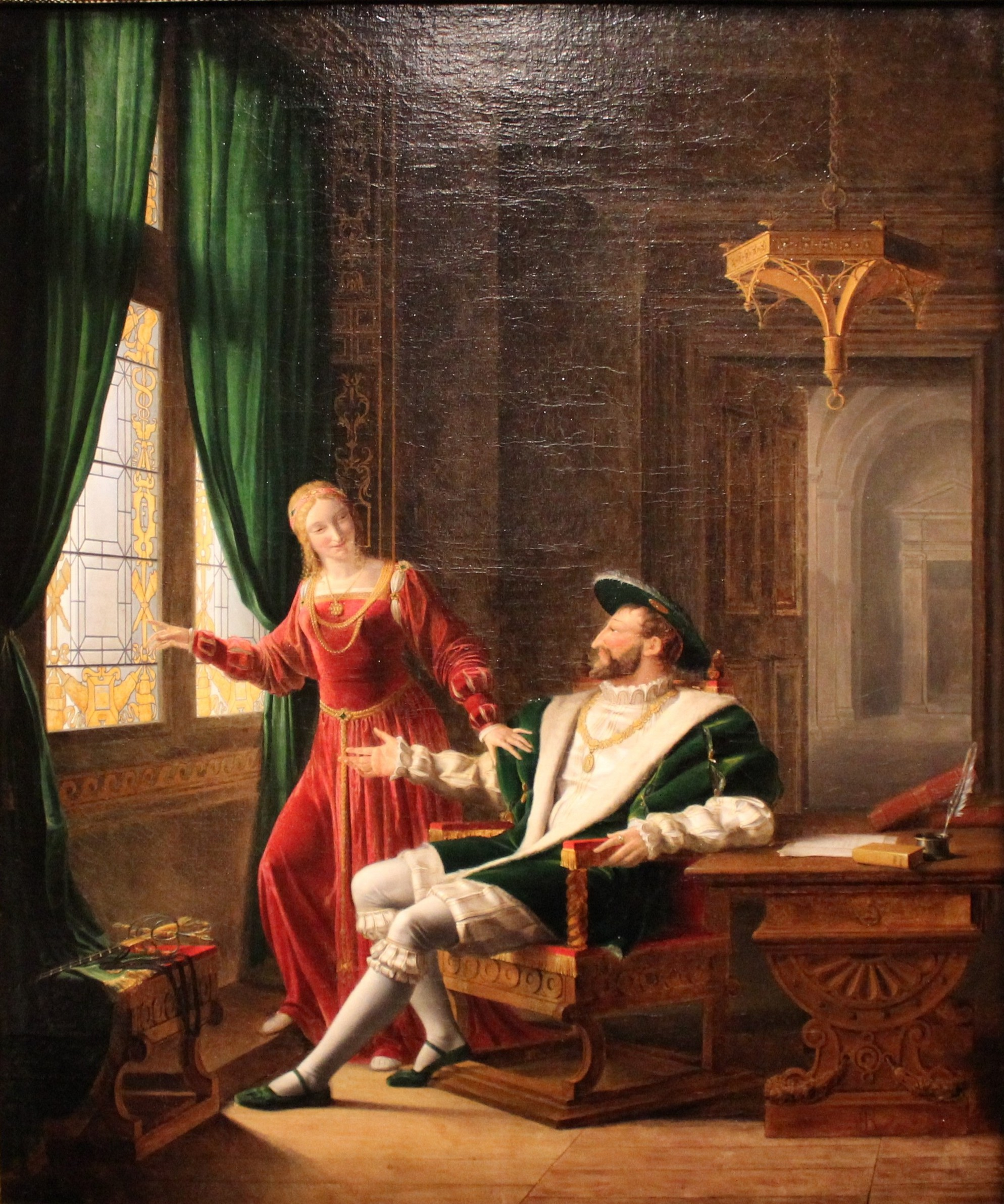
Franz I. zeigt Margarete von Navarra die Inschrift „Souvent femme varie. Bien fol qui s’y fie“ in einer Fensterscheibe im Schloss Chambord.

Dieser Vers ist die deutsche Übersetzung von Johann Christoph Grünbaum des italienischen „La donna è mobile“ („Die Frau ist launisch“) aus der Oper Rigoletto von Giuseppe Verdi. Der Herzog von Mantua singt:
|                                         | wörtlich                                   | Grünbaum                                |
| --------------------------------------- | ------------------------------------------ | --------------------------------------- |
| „La donna è mobile Qual piuma al vento“ | „Die Frau ist bewegbar wie Federn im Wind“ | „O wie so trügerisch sind Weiberherzen“ |
Der Text geht auf einen Ausspruch Franz’ I. zurück: „Souvent femme varie. Bien fol est qui s’y fie!“ („Oft ist die Frau trügerisch. Ein Narr, wer ihr vertraut!“), den Victor Hugo wörtlich in sein Stück Le roi s’amuse, der Vorlage zu Rigoletto, übernommen hatte. Franz I. soll diese Worte in eine Fensterscheibe im Schloss Chambord geritzt haben.
Es gibt auch eine lateinische Vorlage; bei Isidor von Sevilla heißt es:
| „Varium ac mutabile testimonium semper femina producit.“[15] | „Denn eine Frau gibt immer ein wechselhaftes und unzuverlässiges Zeugnis.“ |

## Ob blond, ob braun, ich liebe alle Frau’n.
Diese allgemeine Begeisterung für das weibliche Geschlecht stammt aus dem Filmlustspiel „Ich liebe alle Frauen“ aus dem Jahr 1935. Der Text stammt von Ernst Marischka, die Musik von Robert Stolz. Der Refrain beginnt mit den folgenden Versen:
„Ob blond, ob braun,
Ich liebe alle Fraun
Mein Herz ist groß.
Doch was ich tu?
Ich denke immerzu
An eine bloß.“
Die deutsche Liedermacherin Ina Deter wandelt 1982 die Schlagerzeile folgendermaßen ab:
„Ob Blond, ob Braun, ob Henna,
Weihnachten gibt’s neue Männa“

## Oben ohne
Mit oben ohne bezeichnet man umgangssprachlich Kleidung, die die Trägerin unterhalb der Hüfte zumindest teilweise, oberhalb der Hüfte jedoch gar nicht bedeckt.
In neuerer Zeit wurde der Begriff auf Bademoden beschränkt. So entwarf der österreichische Modemacher Rudi Gernreich 1964 in den USA die „Oben ohne“-Bademode als eine Weiterentwicklung des Bikinis – die Präsentation des Entwurfs am Strand von Chicago wurde nach drei Minuten durch 15 Polizisten beendet.
Das Baden ohne Bikini-Oberteil wurde an den öffentlichen Stränden Europas im Laufe der 1970er Jahre mehr und mehr toleriert. Vorreiter war dabei die Avantgarde zum Beispiel an Stränden von Saint Tropez oder Ibiza bereits in den 1960er Jahren.
Der Begriff „oben ohne“ als Stichwort und Aufmerksamkeitssignal wird in der Werbung gerne im übertragenen Sinne verwendet, etwa in der Werbung für Cabrios, Mittel gegen Haarausfall oder Schuppen. Auch Warnungen vor dem Zweiradfahren und Skifahren ohne Helm sichern sich mit dem Wörterpaar „oben ohne“ Aufmerksamkeit.

## Obskures Objekt der Begierde
Dieses obskure Objekt der Begierde ist der deutsche Titel des französischen Films Cet obscur objet du désir aus dem Jahr 1978. Gegenstand des Films ist die unerfüllte Leidenschaft eines älteren Mannes, der seine Geschichte Mitreisenden auf einer Eisenbahnfahrt von Sevilla nach Paris erzählt. Objekt seiner Liebeskrankheit ist das Hausmädchen Conchita, die er in einem Wutanfall aus dem Haus geworfen hat, aber ohne die er nicht leben kann.
Der Filmtitel wird oft in anderen Zusammenhängen zitiert, wie zum Beispiel:
- „Rotwild – Obskures Objekt der Begierde“
- „obskures Objekt der Begierde östlicher Nachrichtendienste“
- „Ölreserven, ein obskures Objekt der Begierde.“

## Offener Brief

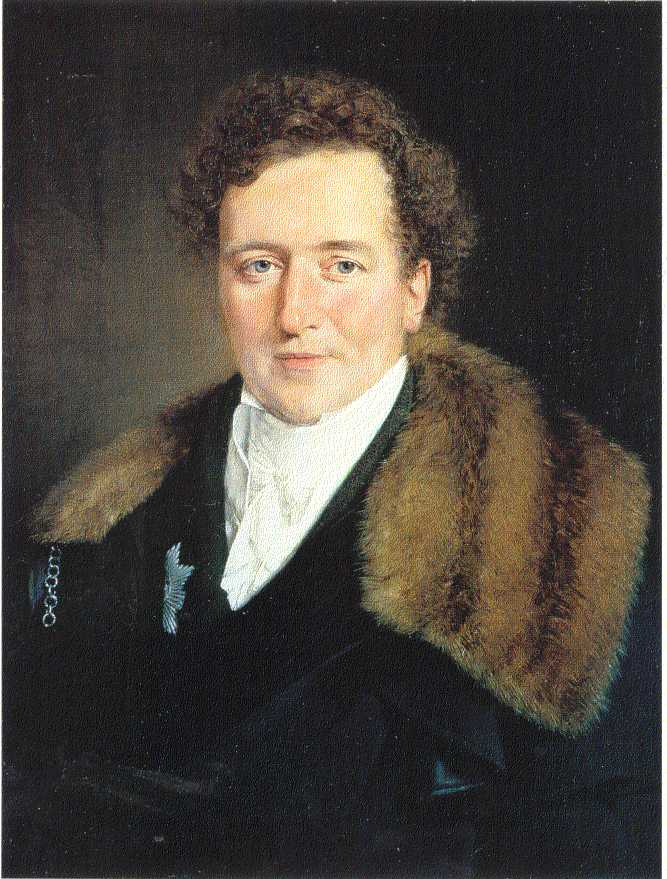
Christian VIII.

Die Bezeichnung Offener Brief geht auf den dänischen König Christian VIII. zurück. Er erklärte in seinem berühmt gewordenen „Offenen Brief“ vom 8. Juli 1846, dass die Erbfolge in Schleswig dem dänischen „Königsgesetz“ von 1665 unterliege. In dem Brief verfocht er seine Ansprüche auf die Elbherzogtümer. Doch seine Auffassung von der Ungeteiltheit der dänischen Gesamtmonarchie erregte in Deutschland einen Sturm der Entrüstung. Der Schriftsteller Emanuel Geibel schrieb ein Protestlied, das mit der folgenden Strophe begann:
„Es hat der Fürst vom Inselreich
Uns einen Brief gesendet;
Der hat uns jach auf einen Streich
Die Herzen umgewendet.
Wir rufen: Nein! Und aber: Nein!
Zu solchem Einverleiben;
Wir wollen keine Dänen sein,
Wir wollen Deutsche bleiben.“

## Oft büßt das Gute ein, wer Besseres sucht.
„Oft büßt das Gute ein, wer Besseres sucht.“
bzw. in anderer Übersetzung
„Wer bessern will, macht oft das Gute schlimmer.“
ist ein Ausspruch aus William Shakespeares Tragödie König Lear (I, 4); im englischen Original heißt es
„Striving to better, oft we mar what’s well.“

## Oft ist das Denken schwer, indes das Schreiben geht auch ohne es.
Diese kritischen Worte stammen von Wilhelm Busch und wenden sich gegen gedankenlose Vielschreiberei vieler seiner Zeitgenossen. Es entspricht einem anderen Verspaar von Wilhelm Busch:
„Gedanken sind nicht stets parat,
man schreibt auch, wenn man keine hat.“
Das Zitat wird heute vielfach in Internet-Foren verwendet, um vermeintlich oder tatsächlich unqualifizierte Meinungsäußerungen abzuurteilen.

## Öfter als die Schuhe die Länder wechselnd
Diese Worte stammen aus der dritten Strophe von Bertolt Brechts 1939 im dänischen Exil geschriebenen Gedicht An die Nachgeborenen:
„Gingen wir doch, öfter als die Schuhe die Länder wechselnd
Durch die Kriege der Klassen, verzweifelt
Wenn da nur Unrecht war und keine Empörung.“
Der deutsche Bundespräsident griff 1996 in seiner Rede aus Anlass der Feier 150 Jahre erste Germanistenversammlung in Frankfurt diese Formulierung Brechts auf, um an die Exilschriftsteller zu erinnern:
„Ich erinnere auch an Bertolt Brecht, der ‚öfter als die Schuhe die Länder wechselnd‘ ins Exil ging, an Thomas Mann, der aus seinem kalifornischen Exil nicht mehr auf Dauer nach Deutschland zurückkehrte, und dennoch davon überzeugt war, Deutschland zu repräsentieren, und an viele andere Exilschriftsteller.“

## Oh, ich bin klug und weise, und mich betrügt man nicht.
Dieses ironische Zitat stammt aus der Auftrittsarie O sancta Justitia, ich möchte rasen des Bürgermeisters van Bett im ersten Akt von Albert Lortzings komischer Oper Zar und Zimmermann:
„O sancta justitia! Ich möchte rasen,
Von früh bis spät lauf ich herum;
Ich bin von Amtspflicht ganz aufgeblasen,
Das Wohl der Stadt bringt mich noch um.
…
Alt und jung ruft mir zum Preise,
Ich bin Saardams grösstes Licht.
O ich bin klug und weise,
Und mich betrügt man nicht.“
Die Arie charakterisiert den Bürgermeister als lächerlichen Aufschneider, der gerade nicht klug und weise ist. Das Zitat wird gebraucht, um Menschen ironisch zu charakterisieren, die sich selbst als besonders intelligent darzustellen versuchen.

## Ohne Ansehen der Person
Im 1. Petrusbrief des Neuen Testaments heißt es:
„Und sintemal ihr den zum Vater anrufet, der ohne Ansehen der Person richtet nach eines jeglichen Werk.“
Schon im Alten Testament gebietet Moses dem Volk Israel:
„Keine Person sollt ihr im Gericht ansehen, sondern sollt den Kleinen hören wie den Großen.“
Die heutige Formulierung wird üblicherweise in Bezug auf Rechtsprechung gebraucht, man sagt aber auch „ohne Ansehen von Rang und Namen“.

## Ohne den Pazifismus der 1930er Jahre wäre Auschwitz überhaupt nicht möglich gewesen.
Diesen provokanten Satz sagte der CDU-Generalsekretär Heiner Geißler am 15. Juni 1983 in einer Bundestagsdebatte über die Sicherheitspolitik, bei der Geißler den NATO-Doppelbeschluss befürwortete:
„Der Pazifismus der 1930er Jahre, der sich in seiner gesinnungsethischen Begründung nur wenig von dem heutigen unterscheidet, was wir in der Begründung des heutigen Pazifismus zur Kenntnis zu nehmen haben, dieser Pazifismus der 1930er Jahre hat Auschwitz erst möglich gemacht.“
Geißler ging dabei auf einen in einem Spiegel-Interview geäußerten Auschwitz-Vergleich des Grünen-Abgeordneten Joschka Fischer ein.
17 Jahre später zitiert die Süddeutsche Zeitung Geißler so:
„Hört mit dem dummen Geschwätz auf, denn ohne den Pazifismus der dreißiger Jahre wäre Auschwitz gar nicht möglich gewesen.“

## Ohne Fleiß kein Preis.
Diese Worte gehen auf das Lehrgedicht Werke und Tage des altgriechischen Dichters Hesiod zurück, der damit seinen arbeitsscheuen Bruder Perses tadelte, mit dem es nach dem Tod des Vaters zum Streit um das Erbe kam. Direkt an den Bruder gerichtet, lehrte er ihn Verhaltensregeln für den richtigen Umgang mit den Mitmenschen und den Göttern:
„Vor das Verdienst setzten den Schweiß die Götter,
die unsterblichen, lang aber und steil ist der Weg dorthin.“
Daraus haben sich die Worte „Vor den Erfolg haben die Götter den Schweiß gesetzt“ entwickelt, welche wiederum zur sprichwörtlichen Redensart „Ohne Fleiß kein Preis“ verkürzt wurden.
In diesem Zusammenhang steht auch das folgende Zitat:
„Der Anfang ist die Hälfte des Ganzen.“
„Ἀρχὴ ἥμισυ παντός.“

## Ohne Gnade und Barmherzigkeit
Diese Redewendung hat ihren Ursprung vermutlich beim alttestamentlichen Propheten Jeremia:
„…denn ich habe meinen Frieden von diesem Volk weggenommen, spricht der Herr, samt meiner Gnade und Barmherzigkeit“
An der Stelle, an der Jeremia die Zerstörung Jerusalems ankündigt, findet sich eine ähnliche Formulierung:
„… dass kein Schonen noch Gnade noch Barmherzigkeit da sei“

## Olle Kamellen

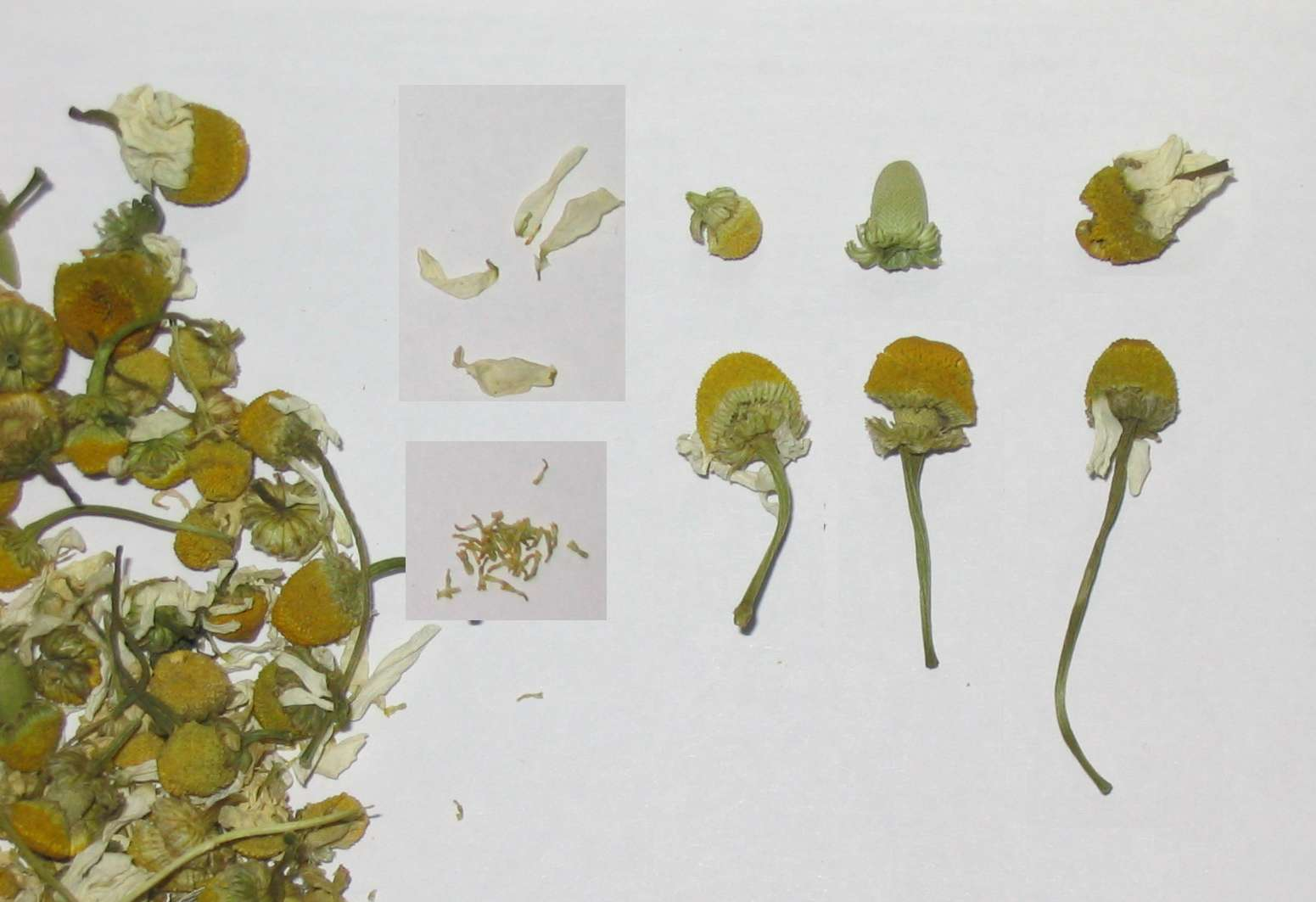
Kamillenblüten-Tee

Unter diesem Sammeltitel veröffentlichte Fritz Reuter 1859 seine in niederdeutscher Sprache geschriebenen Geschichten Woans ick tau ’ne Fru kam und Ut de Franzosentid (Aus der Franzosenzeit).
Wörtlich übersetzt bedeutet der Titel „alte Kamillen“. Man bezeichnete damit hinlänglich Bekanntes, das wie zu lange liegende Kamillenblüten Aroma und Kraft verloren hatte, und hat nichts mit Bonbons aus Karamell zu tun. Olle Kamellen sind also keine angegammelten Süßigkeiten, sondern vertrocknete Kräuter.
Auf der Website des Kindermagazins GEOlino wird der Begriff folgendermaßen erklärt:
„Der Ausdruck stammt aus dem Niederdeutschen und bedeutet Kamille. Kamillenblüten sind schon seit sehr langer Zeit für ihre heilende Wirkung bekannt. Werden sie allerdings zu lange gelagert, verlieren die Blüten ihre Heilkraft und werden „oll“. Damit sind die Kamillen nicht mehr nützlich.“
Olle Kamelle nennt man umgangssprachlich Informationen, Erzählungen und Witze, die bereits lange bekannt sind.

## Omnia mea mecum porto.
Der altgriechische Staatsmann und Philosoph Bias soll bei der Flucht aus seiner Heimatstadt Priene aufgefordert worden sein, so viel wie möglich mit sich zu nehmen. Die Antwort des Weisen überliefert der römische Staatsmann Cicero auf Lateinisch in seiner Schrift Paradoxa Stoicorum (Paradoxe der Stoiker):
„Ego vero facio: Omnia mea porto mecum.“
„Aber das mache ich doch: Alles, was mir gehört, trage ich bei mir.“
Damit sollte gesagt werden, dass geistige Güter die höchsten Güter sind.

## Omnia vincit amor.

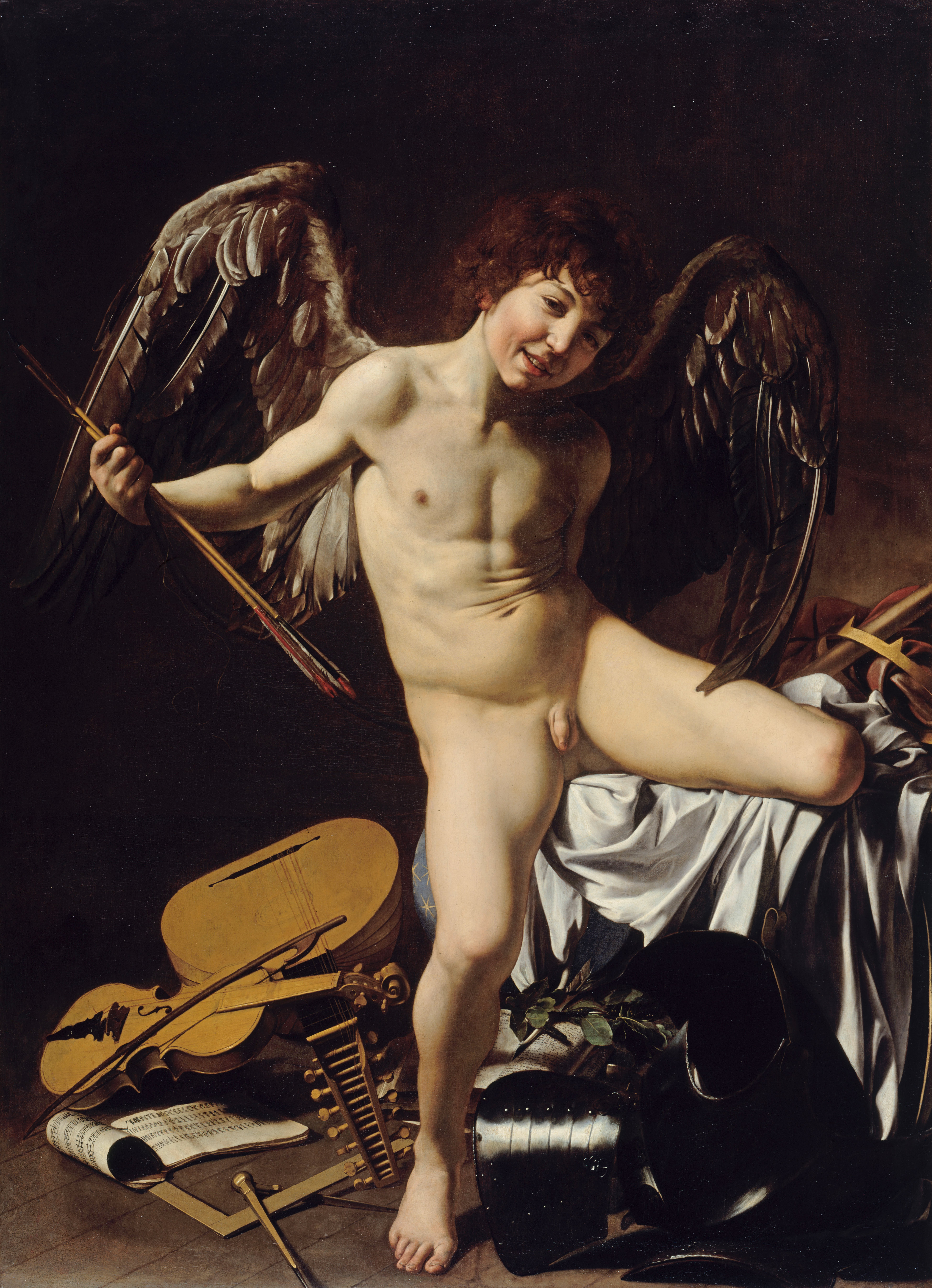
Caravaggio: Amor als Sieger (Amor vincit omnia)

Im Schlussgedicht seiner Bucolica legt der römische Dichter Vergil seinem Freund, dem Politiker und Schriftsteller C. Cornelius Gallus, diese lateinischen Worte in den Mund:
„Omnia vincit Amor: et nos cedamus Amori.“
„Alles besiegt die Liebe: und auch wir wollen der Liebe weichen.“
Der Ausspruch wird auch in der Form amor vincit omnia zitiert und war die Devise vieler Ritter und Minnesänger.
In dieser Form ist er auch der lateinische Titel des Gemäldes Amor als Sieger von Michelangelo Merisi da Caravaggio.
Das Bild zeigt den nackten Liebesgott Amor mit dunklen Adlerflügeln, umgeben von Musikinstrumenten, astronomischen und Schreibgeräten. Das spöttische Lächeln legt die Deutung nahe, Amor verspotte die moralischen Werte und Ziele menschlichen Ehrgeizes. Das Modell teilte mit Caravaggio das Bett. Vor diesem Hintergrund stellt das Bild den Triumph der irdischen über die himmlische Liebe und die geistigen Bestrebungen der Menschen dar.
Jürgen Müller schreibt in der Neuen Zürcher Zeitung unter der Überschrift Die Malerei als Siegerin:
„Es ist das Lachen des Siegers über irdische Macht und Herrlichkeit, deren Requisiten der Knabe gerade achtlos übersteigt.“

## Operation gelungen, Patient tot
Diese Redewendung wird verwendet, wenn etwas nach einer Reparatur, Sanierung oder einer anderen Intervention schlechter oder gar nicht mehr funktioniert, und oft, um sich über den Misserfolg eines anderen lustig zu machen.
Unter dem Titel sind ein italienischer Spielfilm aus dem Jahr 1974 sowie ein US-amerikanischer Spielfilm (Alternativtitel: „Küss mich, Doc“) aus dem Jahr 1982 bekannt, beide sind Krankenhaus-Komödien.
Auf dem deutschen Fernsehsender ARD lief im März 2016 eine ernste Dokumentation über neue, lebensgefährliche Krankenhauskeime, ebenfalls unter dem Titel „Operation gelungen, Patient tot“.

## Opium für das Volk
Die verkürzte Aussage „(Religion ist) Opium für das Volk“ geht auf die Einleitung zu Marx’ Kritik der Hegelschen Rechtsphilosophie zurück, in der sie folgenden Wortlaut hat:
„Die Religion ist der Seufzer der bedrängten Kreatur, das Gemüt einer herzlosen Welt, wie sie der Geist geistloser Zustände ist. Sie ist das Opium des Volks.“
Diese Formulierung knüpft an eine Aussage von Novalis über die Religion der „Philister“ (Aphorismus 83 aus seiner Fragmentsammlung Blütenstaub von 1798) an:
„Ihre sogenannte Religion wirkt bloß wie ein Opiat: reizend, betäubend, Schmerzen aus Schwäche stillend.“
Opium fürs Volk ist ein Album der Düsseldorfer Punkrockband Die Toten Hosen aus dem Jahr 1996. Die Toten Hosen nehmen explizit Bezug auf Marx. Das Album setzt sich kritisch mit dem Thema Religion und Psychologie auseinander.
Das Zitat wird aber auch in anderer Form und Zusammenhängen verwendet, wie zum Beispiel:
- „Sport: Opium für das Volk“
- „Reality-Fernsehen: Opium fürs Volk“
- „Arbeitslosenstatistiken – Opium fürs Volk“

## Ora et labora
Die lateinische Wendung Ora et labora bedeutet auf Deutsch „Bete und arbeite“ und ist ein Grundsatz, der den Sinn der Ordensregel des Benedikt von Nursia zu umschreiben sucht.
In voller Länge heißt der Grundsatz:
„Ora et labora, Deus adest sine mora.“
„Bete und arbeite, Gott ist ohne Verzug da.“
Ora et labora ist eine Ermahnung, dass das Leben aus Beten und Arbeiten bestehen soll, denn „im Schweiße deines Angesichts sollst du dein Brot essen“.
Die Arbeit tritt neben den Gottesdienst und ein großer Teil des Tages ist dem gemeinschaftlichen Chorgebet und Lesungen gewidmet. Die Arbeit bietet den nötigen Ausgleich, da nach Benedikt „das Nichtstun der Feind der Seele ist“, und sichert gleichzeitig den Lebensunterhalt der Gemeinschaft.

## Ordentliche Beschäftigungspolitik

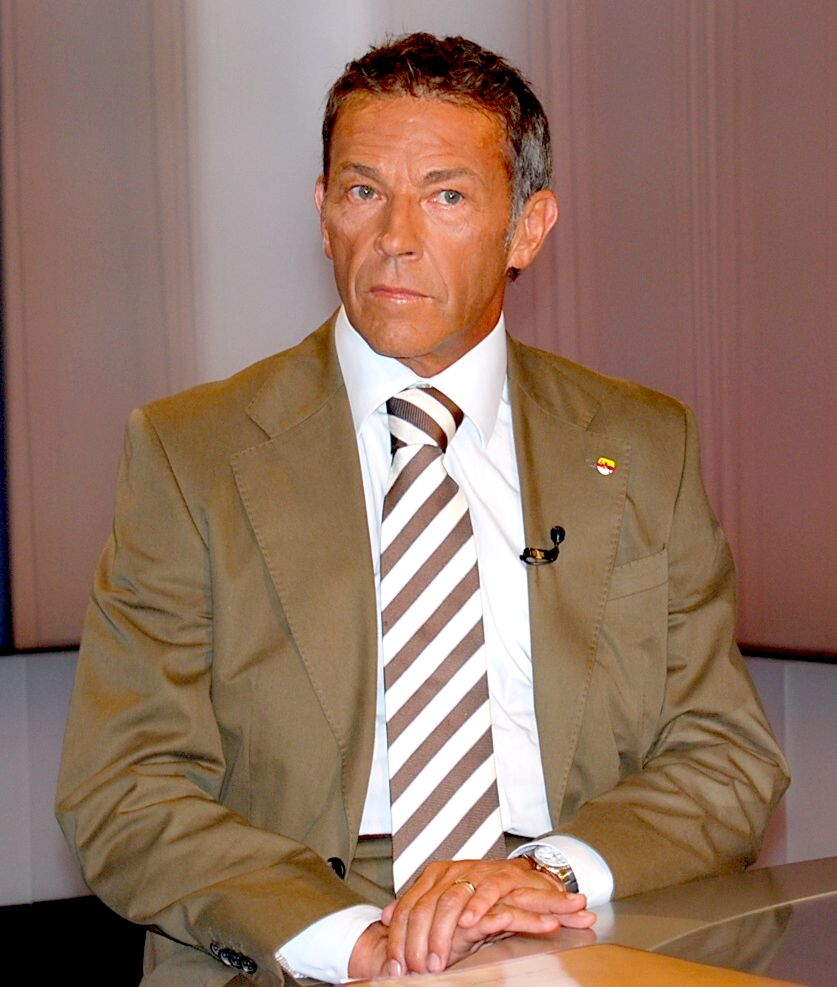
Jörg Haider, 2008

Als ordentliche Beschäftigungspolitik bezeichnete der österreichische Politiker Jörg Haider (1950–2008) 1991 in einer Rede vor dem Kärntner Landtag die Arbeitsbeschaffungsmaßnahmen im Dritten Reich. Wörtlich sagte er:
„Na, das hat’s im Dritten Reich nicht gegeben, weil im Dritten Reich haben sie ordentliche Beschäftigungspolitik gemacht, was nicht einmal Ihre Regierung in Wien zusammenbringt. Das muss man auch einmal sagen.“
Nach Wiederaufnahme der auf Grund zahlreicher Proteste unterbrochenen Landtagssitzung nahm Haider seine Äußerung mit dem Ausdruck des Bedauerns zurück. Der österreichische Ministerrat sprach daraufhin erstmals in der Geschichte der Zweiten Republik einem amtierenden Landeshauptmann das Misstrauen aus und Haider wurde als Kärntner Landeshauptmann abgewählt.
Haider selbst meinte zu seinem Ausspruch:
„… es war eine Fehleinschätzung, indem ich eine Replik zu einem sensiblen Thema machte, das man nicht mit einem Satz abhandeln kann.“
Er sei Repräsentant einer Generation, die unbefangener an das Thema herangehe und daher die Gefahren nicht wittern könne, die mit einer solchen Diskussion verbunden seien.

## Otto Normalverbraucher
Otto Normalverbraucher ist eine fiktive Person, die die durchschnittlichen Bedürfnisse der Bevölkerung besitzt. Der Name beschreibt in der Marktforschung den durchschnittlichen Verbraucher.
Der Name stammt aus dem deutschen Spielfilm Berliner Ballade (Regie: Robert Adolf Stemmle, 1948), einem der ersten Filmprojekte der Nachkriegszeit. Gert Fröbe spielt darin die Figur des „Otto Normalverbraucher“, eines Wehrmachtssoldaten, der nach dem verlorenen Krieg in seine Heimatstadt Berlin zurückkehrt und sich mit den gewandelten Lebensumständen in der zerstörten Stadt, die von Hungersnot, Schiebertum und neu erwachendem politischen Leben geprägt wird, arrangieren muss.
Der Begriff des Normalverbrauchers bezieht sich im Film auf die Systematik der Lebensmittelkarten in der Besatzungszeit: Ein „Normalverbraucher“ war in der bürokratischen Terminologie der Kartenvordrucke ein Bürger, dem bei der Lebensmittelzuteilung keine besonderen Vergünstigungen gewährt wurden, wie sie z. B. von Schwangeren, Schwerstarbeitern und Kriegsversehrten in Anspruch genommen werden konnten.

## Ozean, du Ungeheuer!
Mit diesen Worten bezeichnet in Carl Maria von Webers romantischer Oper Oberon Rezia, die Tochter von Hārūn ar-Raschīd, in ihrer Arie im zweiten Akt das sturmbewegte Meer:
„Ozean, du Ungeheuer!
Schlangen gleich
Hältst du umschlungen rund die ganze Welt!
Dem Auge bist ein Anblick voll Grösse du,
Wenn friedlich in des Morgens Licht du schläfst!
Doch wenn in Wut du dich erhebst, o Meer,
Und schlingst die Knoten um dein Opfer her,
Zermalmend das mächtige Schiff, als wär’s ein Rohr,
Dann, Ozean, stellst du ein Schreckbild dar.“
Das Lied wurde vor allem bekannt durch die Interpretation der schwedischen Opernsängerin Birgit Nilsson.
Man verwendet das Zitat heute auch zur allgemeinen Charakterisierung des Meeres, das immer wieder Opfer fordert.